# Emily Chebet
Emily Chebet (ur. 18 lutego 1986 w Bomet) – kenijska lekkoatletka specjalizująca się w biegach długich.
Pięciokrotna złota medalistka mistrzostw świata w przełajach. W 2006 roku sięgnęła po brązowy krążek mistrzostw Afryki, osiem lat później została mistrzynią tego kontynentu. 
W 2015 została zdyskwalifikowana przez krajową federację na 4 lata za stosowanie niedozwolonych środków dopingujących.

## Osiągnięcia
| Rok  | Impreza                                   | Miejsce   | Konkurencja      | Lokata        | Wynik    |
| ---- | ----------------------------------------- | --------- | ---------------- | ------------- | -------- |
| 2003 | Mistrzostwa świata w biegach przełajowych | Lozanna   | bieg juniorek    | 5. miejsce    | 20:39    |
| 2003 | Mistrzostwa świata w biegach przełajowych | Lozanna   | drużyna juniorek | 2. miejsce    |          |
| 2006 | Mistrzostwa Afryki                        | Bambous   | bieg na 10 000 m | 3. miejsce    | 31:33,39 |
| 2007 | Mistrzostwa świata w biegach przełajowych | Mombasa   | bieg seniorek    | nie ukończyła |          |
| 2007 | Mistrzostwa świata                        | Osaka     | bieg na 10 000 m | 9. miejsce    | 32:31,21 |
| 2010 | Mistrzostwa świata w biegach przełajowych | Bydgoszcz | bieg seniorek    | 1. miejsce    | 24:19    |
| 2010 | Mistrzostwa świata w biegach przełajowych | Bydgoszcz | drużynowo        | 1. miejsce    |          |
| 2012 | Mistrzostwa Afryki w biegach przełajowych | Kapsztad  | indywidualnie    | 2. miejsce    | 27:06    |
| 2013 | Mistrzostwa świata w biegach przełajowych | Bydgoszcz | indywidualnie    | 1. miejsce    | 24:24    |
| 2013 | Mistrzostwa świata w biegach przełajowych | Bydgoszcz | drużynowo        | 1. miejsce    |          |
| 2013 | Mistrzostwa świata                        | Moskwa    | bieg na 10 000 m | 4. miejsce    | 30:47,02 |
| 2014 | Igrzyska Wspólnoty Narodów                | Glasgow   | bieg na 10 000 m | 3. miejsce    | 32:10,82 |
| 2014 | Mistrzostwa Afryki                        | Marrakesz | bieg na 10 000 m | 2. miejsce    | 32:45,28 |
| 2015 | Mistrzostwa świata w biegach przełajowych | Guiyang   | indywidualnie    | 6. miejsce    | 26:18    |
| 2015 | Mistrzostwa świata w biegach przełajowych | Guiyang   | drużynowo        | 2. miejsce    |          |

## Rekordy życiowe
| Konkurencja           | Rezultat | Data                 | Miejsce  |
| --------------------- | -------- | -------------------- | -------- |
| Bieg na 1500 metrów   | 4:18,75  | 12 czerwca 2005      | Gavà     |
| Bieg na 3000 metrów   | 8:53,46  | 1 lipca 2005         | Paryż    |
| Bieg na 10 000 metrów | 30:47,02 | 11 sierpnia 2013     | Moskwa   |
| Bieg na 10 kilometrów | 30:58    | 2 września 2012      | Tilburg  |
| Bieg na 15 kilometrów | 48:13    | 19 października 2014 | Walencja |
| Półmaraton            | 68:01    | 19 października 2014 | Walencja |